# 이서구 (생화학자)
이서구(李瑞九, 1943년~)는 한국계 미국인 생화학자이자, 교수이다. 2006년, 신희섭과 함께 대한민국의 첫 국가과학자로 선정되었다.

## 학력
- 1965 서울대학교 화학과 졸업
- 1972 미국가톨릭대학 이학박사 (유기화학, 지도 교수: 화학자 존 아이쉬(John J. Eisch))

## 경력
- 1973~2005 메릴랜드주 베데스다 소재 미국립보건원(NIH) 국립심장·폐·혈액연구소(NHLBI) 생화학실험실박사후연구원, 직원연구원, 선임생화학자(종신연구원)(73~88), 신호전달부문 책임자(88~94),세포신호전달실험실장(94~05), 선임생의학연구서비스(Senior Biomedical Research Service)(96~05)
- 2005~2013 이화여자대학교 생명약학부 석좌교수/분자생명과학기술원 원장
- 2013~현재 연세대학교 의과대학 의생명과학부 석좌교수/ 연세의료원 연세의생명연구원 원장(13~15)/ 의생명과학부 객원교수(17~현재)
- 2015~2017 기초과학연구원(IBS) 이사장

## 포상
- 1991 미국 국립보건원(NIH) 원장상(Director’s Award)
- 1995 호암과학상
- 2005 프리라디칼생물의학회(SFRBM) 디스커버리상(Discovery Award)
- 2006 대한민국 제1호 국가과학자 선정
- 2013 미래창조과학부 지식대상
- 2014 캘리포니아 옥시젠 클럽 및 자로우 포뮬러스 건강과학상
- 2021 국제활성산소학회 “산화환원 선구자”(Redox Pioneer) 지정

## 참고 자료
- “활성산소의 비밀을 밝히는 스타과학자 이서구 박사”. HOAM.